# Cladaster validus
Cladaster validus är en sjöstjärneart som beskrevs av Fisher 1910. Cladaster validus ingår i släktet Cladaster och familjen ledsjöstjärnor. Inga underarter finns listade i Catalogue of Life.